# 德国驻华使馆文化处留德人员审核部
德国驻华使馆文化处留德人员审核部（德語：Akademische Prüfstelle des Kulturreferates der Deutschen Botschaft Peking），简称留德审核部（德語：APS），成立于2001年7月，是德國駐華大使館和德意志学术交流中心成立的一个服务性机构， 主要负责审核中国留德学生的材料审核。审核部是中国学生前往德国留学的大门。所有留德学生出国前必须将材料递交此处审核，不合格者将没有资格获得留学资格。审核部的成立从最大限度上杜绝了虚假材料，使得中介公司无机可乘，保证了留学者的素質，也阻止滯而未歸或脫逃的可能。从某种意义上讲它是中国最权威最专业的留德人员申请资料监督机构。

## 成立背景
自改革开放以来，中国自费留学生逐渐增多。由于德国大学的教育素質较高，而且免收学费，吸引了许多的中国留学生，1990年代末掀起了一股留德高潮。随着留德学生数量逐年递增，办理留德手续的中介公司也越来越多。由于德国入学要求比较严格，只接受中国正规大学的学生（部分大学只接收中国正规大学的毕业生），而来自中国的申请者很多（多为高中生）不符合入学条件，在这种情况下，中介公司为申请者办理了虚假的材料，以使申请者达到德国大学入学的要求。为了核实申请材料的真实性以保证留学者的质量，德国驻华大使馆和德意志学术交流中心于2001年7月在北京成立了留德人员审核部。
此外，德国也分别在越南河内市与蒙古乌兰巴托设立了德國駐越南大使館留德人员审核部（Bộ phận kiểm tra học vấn của Đại sứ quán Đức tại Việt Nam）及德國駐蒙古大使館留德人員審核部（Дээд Боловсролын Хяналтын Алба，縮寫）。